# Arroio do Meio (ort)
Arroio do Meio är en ort i Brasilien.   Den ligger i kommunen Arroio do Meio och delstaten Rio Grande do Sul, i den södra delen av landet, 1 600 km söder om huvudstaden Brasília. Arroio do Meio ligger 45 meter över havet och antalet invånare är 16 331.
Terrängen runt Arroio do Meio är platt åt sydväst, men åt nordost är den kuperad. Närmaste större samhälle är Lajeado, 7,5 km söder om Arroio do Meio.
Omgivningarna runt Arroio do Meio är en mosaik av jordbruksmark och naturlig växtlighet. Runt Arroio do Meio är det ganska tätbefolkat, med 62 invånare per kvadratkilometer.